# Hydraena sordida
Hydraena sordida är en skalbaggsart som beskrevs av Sharp 1882. Hydraena sordida ingår i släktet Hydraena och familjen vattenbrynsbaggar. Inga underarter finns listade i Catalogue of Life.